# Hysterocrates ederi
Hysterocrates ederi é uma espécie de aranha pertencente à família Theraphosidae (tarântulas).